# William J. Baumol
William Jack Baumol (* 26. Februar 1922 in New York City, New York; † 4. Mai 2017 ebenda) war ein US-amerikanischer Wirtschaftswissenschaftler, Professor an der New York University sowie emeritierter Professor an der Princeton University. Baumol ist Entwickler des Konzeptes der bestreitbaren Märkte.

## Leben
Baumol erhielt 1942 den Bachelor of Social Science am College of the City of New York und 1949 wurde er an der London School of Economics zum Ph.D. promoviert. 1942 bis 1943 und 1946 arbeitete er am Landwirtschaftsministerium der Vereinigten Staaten, von 1947 bis 1949 war er Assistant Lecturer an der London School of Economics. Von 1949 bis 1992 war er Professor für Wirtschaftswissenschaften an der Princeton University. Seit seiner Emeritierung war er in Princeton Senior Research Economist. Zugleich war er seit 1971 Professor an der New York University und dort Direktor des C.V. Starr Center for Applied Economics.
Im Jahr 1981 stand Baumol der American Economic Association als gewählter Präsident vor.
Baumol war verheiratet und Vater zweier Kinder.

## Forschung

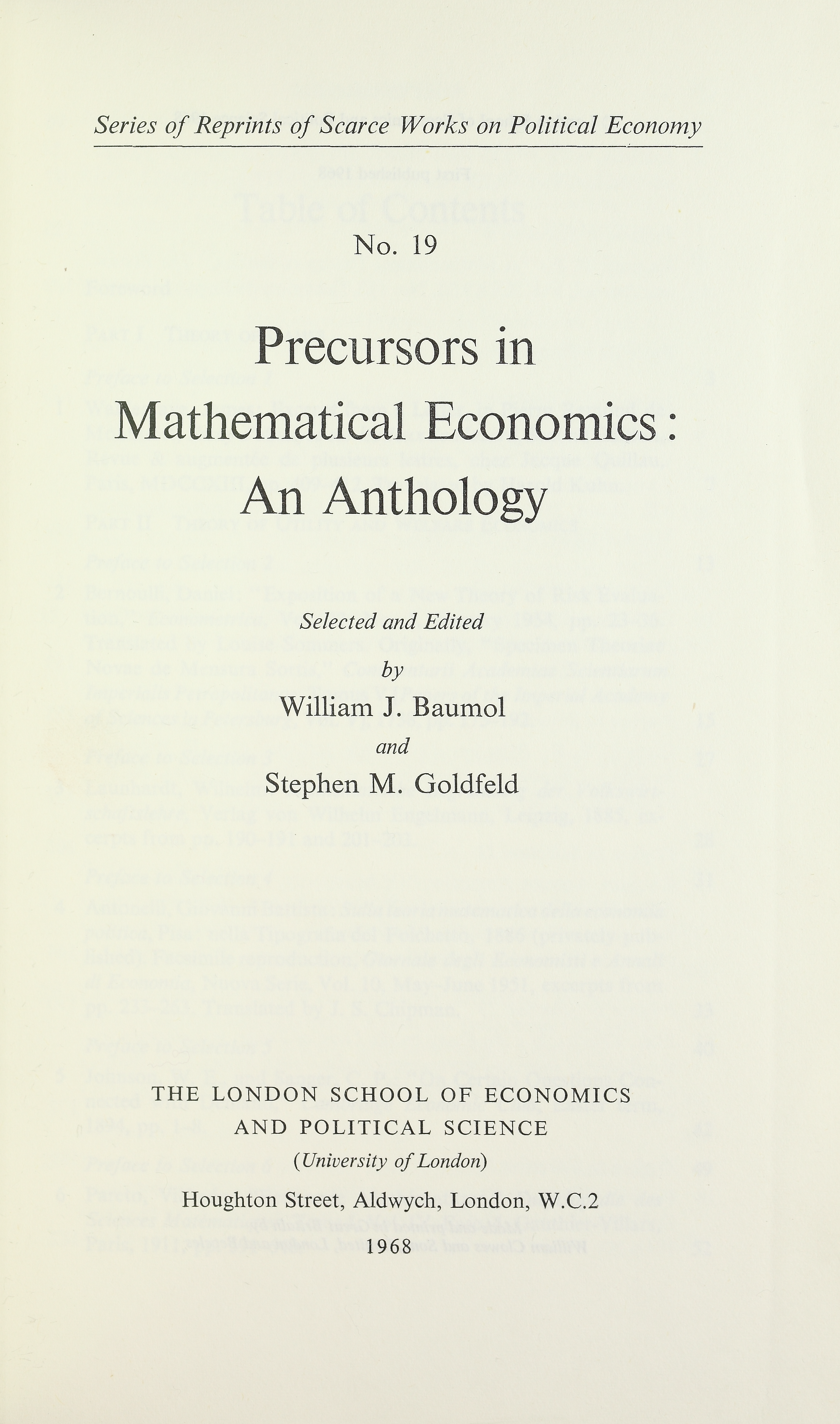
Precursors in mathematical economics, 1968

Baumol ist vor allem durch sein Konzept der bestreitbaren Märkte (engl. contestable markets) bekannt, welches er 1982 in dem Buch Contestable Markets and the Theory of Industry Structure mit John C. Panzar und Robert D. Willig vorstellte. In einem bestreitbaren Markt existieren weder Markteintritts- noch Marktaustrittskosten, also keinerlei Marktschranken. Dies bedeutet, dass Konkurrenz jederzeit möglich ist. In diesem Falle wird ein Monopolist, der als solcher hohe Gewinne einführt, so handeln, als wenn er Marktwettbewerb ausgesetzt ist. Beispielsweise wird er Gewinne in Forschung und Entwicklung oder neue Produkte reinvestieren, wozu er in einem nicht-bestreitbaren, das heißt geschützten, Monopol nicht bereit wäre.
Als bedeutsam gelten auch seine Arbeiten zum nach ihm benannten baumolschen Kostenkrankheit, die er zusammen mit William G. Bowen erstmals 1966 beschrieb. Baumol und Bowen unterschieden darin Wirtschaftsbereiche, in denen menschliche Arbeit nichts weiter als ein einfacher Produktionsfaktor ist, von solchen, in denen die menschliche Arbeit selbst wesentlich für die Produktion oder Dienstleistung ist. In letzteren sind nur vergleichsweise geringe Produktivitätssteigerungen möglich – ein Streichquartett von Beethoven lässt sich nicht in immer kürzerer Zeit spielen –, was die Kosten in diesen Bereichen relativ stark steigen lässt. Er lieferte damit eine mögliche Erklärung für steigende Staatsquoten und gilt mit der Arbeit auch als Begründer der Kulturökonomik.
In der Umweltökonomik schlug er 1971 zusammen mit Wallace E. Oates in einem vielzitierten Aufsatz den Preis-Standard-Ansatz zur kostenminimalen Einhaltung von Umweltzielen vor. Sein erstmals 1975 erschienenes Lehrbuch The Theory of Environmental Policy zur Umweltökonomik, das er ebenfalls zusammen mit Wallace E. Oates verfasste, wurde zum Standardwerk.

## Ehrungen
- 1953 Fellow der Econometric Society
- 1957–1958 Guggenheim Fellow
- 1975 John R. Commons Award (Omicron Delta Epsilon)
- 1975 Townsend Harris Medal (Alumni Association of the City College of New York)
- 1982 Distinguished Fellow, American Economic Association
- 1984 Distinguished Member, Economic Association of Puerto Rico
- 1986 Assoc. of American Publishers Award for Best Book in Business, Management and Economics, Superfairness: Applications and Theory
- 1987 Frank E. Seidman Distinguished Award in Political Economy
- 1989 Assoc. of Am. Publishers Annual Awards for Excellence in Publishing, Honorable Mention in Social Sciences, Productivity and American Leadership: The Long View
- 1992 First Senior Scholar in the Arts and Sciences Award, New York University
- 2005 Antonio-Feltrinelli-Preis
- 2005 Korrespondierendes Mitglied der British Academy[9]
- Ehrendoktorwürden: 1965 Rider College, 1971 Handelshochschule Stockholm, 1973 Knox College, 1973 Universität Basel, 1996 University of Limburg, Maastricht

## Mitgliedschaften
- American Philosophical Society
- National Academy of Sciences
- American Academy of Arts and Sciences
- American Economic Association

## Veröffentlichungen
Baumol veröffentlichte mehr als 400 Artikel in wissenschaftlichen Zeitschriften und zahlreiche Bücher:
- mit R. Turvey: Economic Dynamics. 1951, 1959, 1970
- Welfare Economics and the Theory of the State. 1952, 1965.
- mit L. V. Chandler: Economic Processes and Policies. 1954
- Business Behavior, Value and Growth. 1959, 1966
- mit Klaus Knorr: What Price Economic Growth? 1961
- Economic Theory and Operations Analysis. 1961, 1965, 1972, 1976
- The Stock Market and Economic Efficiency. 1965
- mit W. G. Bowen: Performing Arts: The Economic Dilemma. 1966
- mit S. M. Goldfeld: Precursors in Mathematical Economics: An Anthology. 1968
- Portfolio Theory: The Selection of Asset Combinations. 1970
- mit M. Marcus: Economics of Academic Libraries. 1973
- mit W. E. Oates: The Theory of Environmental Policy. 1975, 1988
- E. E. Bailey (Hrsg.): Selected Economic Writings of William J. Baumol. 1976
- mit W. E. Oates und S. A. Batey Blackman: Economics, Environmental Policy, and the Quality of Life. 1979
- mit A. S. Blinder: Economics: Principles and Policy. 1979, 1982, 1985, 1987, 1991 and 1994
- Herausgeber: Public and Private Enterprise in a Mixed Economy. 1980.
- mit John C. Panzar und Robert D. Willig: Contestable Markets and the Theory of Industry Structure. San Diego 1982, 1987, ISBN 015513910X.
- Herausgeber mit H. Baumol: Inflation and the Performing Arts. 1984
- Herausgeber mit K. McLennan: Productivity Growth and U.S. Competitiveness. 1985
- Superfairness: Applications and Theory. 1986
- Microtheory: Applications and Origins. 1986
- mit L. Osberg und E. N. Wolff: The Information Economy and the Implications of Unbalanced Growth. 1989
- mit S. A. Batey Blackman und E.N. Wolff: Productivity and American Leadership: The Long View. 1989
- mit Stephen M. Goldfeld, Lilli A. Gordon und Frank-Michael Köhn: The Economics of Mutual Fund Markets: Competition Versus Regulation. Kluwer, Boston 1990, ISBN 0-7923-9043-1.
- mit S. A. Batey Blackman: Perfect Markets and Easy Virtue: Business Ethics and the Invisible Hand. 1991
- Entrepreneurship, Management and the Structure of Payoffs. 1993
- mit Gregory Sidak: Toward Competition in Local Telephony. 1994
- Herausgeber mit R. R. Nelson und E. N. Wolff: Convergence of Productivity: Cross-National Studies and Historical Evidence. 1994
- mit Gregory Sidak: Transmission Pricing and Stranded Costs in the Electric Power Industry. 1995
- Herausgeber mit W. E. Becker: Assessing Educational Practices: The Contribution of Economics. 1995
- Herausgeber mit A. S. Blinder: Microeconomics: Principles and Policy. 1996
- The Free-market Innovation Machine. Analyzing the Growth Miracle of Capitalism. Princeton University Press, Princeton 2002, ISBN 0691096155.
- Regulation Misled by Misread Theory: Perfect Competition and Competition-Imposed Price Discrimination. American Enterprise Institute Press, Washington (DC) 2006, ISBN 0844713902.
- mit Robert E. Litan und Carl J. Schramm: Good Capitalism, Bad Capitalism, and the Economics of Growth and Prosperity. Yale University Press, New Haven 2007, ISBN 0300109415.